# Jumirim
Jumirim è un comune del Brasile nello Stato di San Paolo, parte della mesoregione di Piracicaba e della microregione omonima.